# Francesc Suriano
Francesc Suriano (italià: Francesco Suriano)  (Venècia, 1450 - Venècia, c. 1529) fou un comerciant venecià que ingressà en l'orde dels franciscans i en fou un servidor al Llevant durant molts anys. Fou custodi de Terra Santa des del 1493 fins al 1495 i altra vegada des del 1512 al 1514. Els seus extraordinaris coneixements es conserven en el seu Tractat de Terra Santa i Orient, que conté dades importants sobre l'agricultura medieval i detalls sobre les substàncies medicinals que es feien servir al Llevant en aquell temps. En general, és considerat una obra útil per al coneixement de la Palestina, l'Egipte, la Síria i l'Abissínia d'aquella època.